# Зейн, Фрэнк
Фрэнк Зейн (англ. Frank Zane, 28 июня 1942 года, Кингстон, Пенсильвания, США) — американский бодибилдер, трёхкратный обладатель титула «Мистер Олимпия» (1977, 1978, 1979). Символ гармонии в культуризме (не гласно)

## Биография
Фрэнк Зейн родился 28 июня 1942 года в городке Кингстон, штат Пенсильвания. Начал заниматься бодибилдингом в 14 лет, чтобы избавиться от неуверенности в себе. Уже в 15 лет вес Фрэнка равнялся 50 кг при росте 174. Отличался эстетическим телосложением, с которым побеждал на соревнованиях более массивных атлетов, в частности, молодого Арнольда Шварценеггера в 1968 году.
Перед тем, как занять первое место в конкурсе «Мистер Олимпия» в 1977 году, Фрэнком Зейном было предпринято несколько попыток завоевать победу. Но он стал лишь четвёртым в 1972 году, вторым в 1974 году и снова вторым в 1976 году. Самым высоким результатом в спортивной карьере Фрэнка является трёхкратная победа на соревновании «Мистер Олимпия»: в 1977, 1978 и 1979 годах. Позже, в 1980, 1982, 1983 годах он занимал соответственно 3, 2 и 4 места.
Фрэнк Зейн написал множество книг о бодибилдинге. С 1980 года Фрэнк тренирует других спортсменов.

## Антропометрические данные
- Рост — 175 см
- Вес — 84—90 кг
- Бицепс — 46 см
- Грудная клетка — 127 см
- Бедро — 67 см
- Талия — 76 см
- Голень — 44 см

## Титулы в Бодибилдинге
- 1961 Мистер Пенсильвания (17 место)
- 1962 Мистер Кистоун (Победитель)
- 1963 Мистер Кистоун (2 место)
- 1965 Мистер Квинсленд (Победитель)
- 1965 IFBB Мистер Вселенная (Победитель в среднем росте)
- 1966 IFBB Мистер Америка (Победитель в среднем росте)
- 1967 IFBB Мистер Америка (Победитель в среднем росте)
- 1967 IFBB Мистер Вселенная (3 место среди высоких)
- 1968 IFBB Мистер Америка (Победитель)
- 1968 IFBB Мистер Вселенная (Победитель)
- 1970 NABBA Мистер Вселенная (Победитель)
- 1971 NABBA Мистер Вселенная среди профи (1 среди низкорослых атлетов)
- 1972 NABBA Мистер Вселенная среди профи (Победитель)
- 1972 IFBB Мистер Олимпия (4-й в весе до 90 кг.)
- 1974 IFBB Мистер Олимпия (2-й в весе до 90 кг.)
- 1975 IFBB Мистер Олимпия (Не занял)
- 1976 IFBB Мистер Олимпия (2-е место)
- 1977 IFBB Мистер Олимпия (Победитель)
- 1978 IFBB Мистер Олимпия (Победитель)
- 1979 IFBB Мистер Олимпия (Победитель)
- 1980 IFBB Мистер Олимпия (3-е место)
- 1981 — Не участвовал
- 1982 IFBB Мистер Олимпия (2-е место)
- 1983 IFBB Мистер Олимпия (4-е место)